# Cardiodictyon
Cardiodictyon — викопний рід лобопод, що існував у кембрійському періоді (520 млн років тому). Відбитки тварини знайдені у Маотяньшаньських сланцях у провінції Юньнань на півдні Китаю.

## Опис
Це була видовжена тварина, завдовжки до 2 см, з 23-25 парами ніг, кожна з яких пов'язана з парою спинних пластин. Кожна нога закінчується парою кігтів. Тварина мала несегментовану подовжену голову, яка, можливо, була вкрита парою жорстких щитків. Крім того, на голові були різні відростки (можливо, три пари) без кігтів. Задня частина тіла різко закінчувалася.